# Super Mario Bros.: la película
Super Mario Bros.: la película (The Super Mario Bros. Movie en inglés) es una película de comedia de aventuras animada estadounidense de 2023 basada en la franquicia de videojuegos Mario de Nintendo. Producida por Universal Pictures, Illumination y Nintendo, y distribuida por Universal, fue dirigida por Aaron Horvath y Michael Jelenic (en el debut como director de este último) y escrita por Matthew Fogel. El reparto de voces incluye a Chris Pratt, Anya Taylor-Joy, Charlie Day, Jack Black, Keegan-Michael Key, Seth Rogen y Fred Armisen. La película narra el origen de los hermanos Mario y Luigi, fontaneros italoamericanos que se ven separados tras ser transportados a otro mundo y se ven envueltos en una batalla entre el Reino Champiñón, liderado por la princesa Peach, y los Koopas, liderados por Bowser.
Tras el fracaso comercial y de crítica de la película de acción real Super Mario Bros. (1993), Nintendo se mostró reacia a conceder licencias de sus propiedades intelectuales para adaptaciones cinematográficas. El creador de Mario, Shigeru Miyamoto, se interesó por desarrollar otra película durante el desarrollo del servicio de la Consola Virtual. A través del trabajo de Nintendo con Universal Parks & Resorts para crear Super Nintendo World, se reunió con el CEO de Illumination, Chris Meledandri. En 2016, ya estaban hablando de una película de Mario y, en enero de 2018, Nintendo anunció que la produciría con Illumination y Universal. La producción estaba en marcha en 2020 y el reparto se anunció en septiembre de 2021.
Super Mario Bros.: la película se estrenó en el Regal L.A. Live de Los Ángeles el 1 de abril de 2023 y se estrenó en Estados Unidos el 5 de abril. La película recibió críticas dispares, pero recaudó 1.360 millones de dólares en todo el mundo y batió varios récords de taquilla, entre ellos el de mayor fin de semana de estreno mundial para una película de animación, el de mayor recaudación para una película basada en un videojuego y el de primera película basada en un videojuego en recaudar más de 1.000 millones de dólares. Se convirtió en la segunda película más taquillera de 2023, la tercera película de animación más taquillera y la película más taquillera producida por Illumination. En la 81.ª edición de los Globos de Oro, la película recibió tres nominaciones: Mejor Película de Animación, Mejor Canción Original y Taquillazo Cinematográfico, una categoría recién introducida en la misma ceremonia. La secuela se estrenará el 3 de abril de 2026.

## Argumento
Los hermanos italoamericanos Mario y Luigi acaban de abrir un negocio de fontanería en Brooklyn, para escarnio de su excapataz Spike y desaprobación de su padre. Tras ver una importante fuga de agua en las noticias, Mario y Luigi se meten bajo tierra para arreglarla, pero son absorbidos por una tubería de transporte y quedan separados.
Mario aterriza en el Reino Champiñón, gobernado por la Princesa Peach, mientras que Luigi llega a las Tierras Oscuras, gobernadas por el malvado rey Koopa Bowser. Bowser quiere casarse con Peach y destruirá el Reino Champiñón con una Superestrella si ella se niega. Encarcela a Luigi para amenazar a Mario, a quien ve como competencia por el amor de Peach. Mario se encuentra con Toad, que le lleva hasta Peach. Peach planea aliarse con los Kongs primates para ayudar a repeler a Bowser y permite que Mario y Toad viajen con ella. Le cuenta a Mario que acabó en el Reino Champiñón cuando era un bebé, donde los Toads la acogieron y acabaron convirtiéndola en su líder. En el Reino de la Selva, el Rey Cranky Kong acepta ayudar si Mario derrota a su hijo, Donkey Kong, en una pelea. A pesar de la fuerza de Donkey Kong, Mario lo derrota usando un Traje de Gato.
Mario, Peach, Toad y los Kongs utilizan karts para volver al Reino Champiñón, donde el ejército de Bowser les tiende una emboscada en la Senda Arco Iris. Cuando un Koopa General de caparazón azul destruye parte de la carretera, Mario y Donkey Kong caen en picado al océano mientras los demás Kongs son capturados. Peach y Toad regresan al Reino Champiñón e instan a los ciudadanos a evacuar. Bowser llega a bordo de su castillo volador y le propone matrimonio a Peach, que acepta a regañadientes después de que Kamek, el consejero de Bowser, retenga a Toad. Mario y Donkey Kong, tras ser engullidos por una anguila gigante, aprenden que ambos quieren el respeto de sus padres. Escapan de la anguila montados en un cohete del kart de Donkey Kong y se apresuran a acudir a la boda de Bowser y Peach.
En la ceremonia de boda, Bowser pretende ejecutar a todos sus prisioneros en lava en honor de Peach. Toad introduce una Flor de Hielo en el ramo de Peach, que ella utiliza para congelar a Bowser. Mario y Donkey Kong llegan y liberan a los prisioneros. Mario utiliza un traje Tanooki para salvar a Luigi. Bowser se libera e invoca una «Bomba» Bill para destruir el Reino Champiñón, pero Mario la desvía de su curso y la dirige hacia el Tubo de la Urdimbre, donde detona, creando un vacío que succiona el castillo de Bowser y a sus ocupantes hacia Brooklyn.
Mario intenta hacerse con la Estrella, pero es atacado por el enfurecido Bowser, que derrota rápidamente a Peach, Toad y Donkey Kong. Mario ve el anuncio de su negocio en un televisor y se motiva para enfrentarse a Bowser, que casi lo incinera. Luigi salva a Mario y ambos cogen la Superestrella. Convertidos temporalmente en invencibles, derrotan a los Koopas, destruyen el castillo de Bowser e incapacitan a éste. Peach encoge a Bowser con un Mini Champiñón azul antes de que Toad lo encierre en un tarro. Mario y Luigi son aclamados como héroes por la población de Brooklyn, incluidos sus padres y Spike. Algún tiempo después, tras mudarse a una casa en el Reino Champiñón, los hermanos Mario comienzan juntos una jornada de trabajos de fontanería.

## Reparto de voces
- Chris Pratt como Mario,[6] un fontanero italoamericano de Brooklyn, Nueva York, que se ve transportado accidentalmente al mundo del Reino Champiñón y se embarca en una búsqueda para salvar a su hermano.[7]
- Anya Taylor-Joy como la Princesa Peach, la soberana del Reino Champiñón, que entró en el mundo del Reino Champiñón siendo un bebé y fue criada por los Toads.[7][8][9]
- Charlie Day como Luigi, el tímido hermano pequeño de Mario y compañero fontanero, que es capturado por Bowser y su ejército.[7][8]
- Jack Black como Bowser, un monstruo parecido a una tortuga y el Rey de los Koopas, que gobierna las Tierras Oscuras, roba una poderosa Superestrella y planea conquistar el Reino Champiñón casándose con Peach.[7]
- Keegan-Michael Key como Toad, un habitante del Reino Champiñón cuya especie también se llama Toad, que aspira a vivir su primera aventura de verdad.[7]
- Seth Rogen como Donkey Kong, gorila y heredero al trono del Reino de la Selva.[7]
- Fred Armisen como Cranky Kong, el gobernante del Reino de la Selva y padre de Donkey Kong.[7]
- Sebastian Maniscalco como Spike, el antiguo jefe antagonista de Mario y Luigi de una empresa llamada Wrecking Crew.[7]
- Kevin Michael Richardson como Kamek, un Magikoopa y consejero e informador de Bowser.[7]

Además, Charles Martinet (que puso voz a Mario y Luigi en los juegos de Mario de 1991 a 2023) pone voz al padre de los hermanos; y Giuseppe, un ciudadano de Brooklyn que se parece al aspecto original de Mario en Donkey Kong y habla con su voz en el juego. Jessica DiCicco pone voz a la madre de los hermanos, a la comercial de fontanería, a la alcaldesa Pauline, a un Toad amarillo, al matón del bebé Luigi y al bebé Peach. Rino Romano y John DiMaggio ponen voz a los tíos de los hermanos, Tony y Arthur, respectivamente. Khary Payton pone voz al Rey Pingüino, el gobernante del Reino de las Nieves sobre el que descendió el ejército de Bowser; mientras que Eric Bauza pone voz a Diddy Kong y al General Sapo. Juliet Jelenic, hija del codirector Michael Jelenic, pone voz a Lumalee, una nihilista Luma azul prisionera de Bowser. Scott Menville pone voz al General Koopa, el líder alado de caparazón azul del ejército de Bowser, a un Toad rojo y a un Koopa Troopa convertido en Dry Bones.

### Doblaje al español
| Versión de México para Hispanoamérica - Raúl Anaya - Mario - Roberto Salguero - Luigi - Ale Pilar - Princesa Peach - Héctor Estrada - Bowser - Miguel Ángel Ruiz - Toad - Mark Pokora - Donkey Kong - Germán Fabregat - Cranky Kong - Roberto Carrillo - Kamek - Mauricio Pérez - Rey Pingüino | Versión de España - Guillermo Romero - Mario - Rafa Romero - Luigi - Laura Pastor - Princesa Peach - Fernando Castro - Bowser - David Robles - Toad - Felipe Garrido - Donkey Kong - Fernando de Luis - Cranky Kong - Juan Arenas - Kamek - Pablo Adán - Rey Pingüino |

## Producción

### Desarrollo
Tras el fracaso comercial y de crítica de la adaptación cinematográfica de Super Mario Bros. en 1993, la empresa japonesa de videojuegos Nintendo se mostró reacia a conceder licencias de sus propiedades para adaptaciones cinematográficas. Según Shigeru Miyamoto, creador de Mario, la idea de una nueva película de Mario surgió al llevar sus juegos más antiguos a la Consola Virtual y otros servicios. Tales transiciones llevaron tiempo a la compañía, y Miyamoto reconoció que «nuestro negocio de contenidos podría desarrollarse aún más si fuéramos capaces de combinar nuestro querido software con el de los activos de vídeo, y utilizarlos juntos durante largos periodos». Miyamoto sabía que el proceso de hacer una película era muy diferente al de hacer un videojuego, y quería que un experto en cine dirigiera el esfuerzo.
Tras el pirateo de Sony Pictures en noviembre de 2014, se publicaron correos electrónicos entre el productor Avi Arad, la jefa del estudio Amy Pascal, el director de TriStar Pictures Tom Rothman y la presidenta de producción de Sony Pictures Animation Michelle Raimo Kouyate, en los que se revelaba que Sony llevaba varios años intentando hacerse con los derechos cinematográficos de la franquicia de Mario. Arad visitó Nintendo en Tokio en febrero y julio de 2014 en un intento de asegurar un acuerdo. En octubre, Arad envió un correo electrónico a Pascal y le dijo que había cerrado el acuerdo con Nintendo. Pascal sugirió contratar al director de Hotel Transylvania de Sony Pictures Animation, Genndy Tartakovsky, para ayudar a desarrollar el proyecto, mientras que Kouyate dijo que podía «pensar en 3-4 películas desde el principio» y esperaba construir un «imperio Mario». Sin embargo, tras la filtración de los correos electrónicos, Arad negó que se hubiera llegado a un acuerdo y afirmó que las negociaciones no habían hecho más que empezar. BuzzFeed News señaló que los correos electrónicos no tenían en cuenta posibles conflictos con Sony Interactive Entertainment, hermano corporativo de Sony Pictures y uno de los principales competidores de Nintendo.
Gracias a la colaboración de Nintendo con Universal Parks & Resorts para crear atracciones basadas en Mario, que más tarde darían lugar a Super Nintendo World, Miyamoto conoció a Chris Meledandri, fundador de la división de animación Illumination de Universal Pictures. Miyamoto encontró que el proceso creativo de Meledandri era similar al suyo y pensó que sería el director adecuado para una película de Mario. En 2016 ya habían iniciado conversaciones más serias, sabiendo que si pensaban que no iba a funcionar podrían abandonar el proyecto fácilmente. En noviembre de 2017, surgieron informes de que Nintendo estaba colaborando con Universal e Illumination para hacer una película animada de Mario. El entonces presidente de Nintendo, Tatsumi Kimishima, aclaró que el acuerdo no se había cerrado, pero que pronto se anunciaría. Kimishima esperaba que, si el acuerdo llegaba a buen puerto, sería posible una fecha de lanzamiento en 2020.
En enero de 2018, Nintendo anunció que la película seguiría adelante con la coproducción de Miyamoto y Meledandri. Meledandri afirmó que la película era una «prioridad» para Illumination y que lo más probable es que se estrene en 2022. Añadió que Miyamoto estaría «en primera línea» durante la producción. En enero de 2020, el presidente de Nintendo, Shuntaro Furukawa, declaró que la película estaba «avanzando sin problemas» con una fecha de estreno prevista para 2022. Furukawa también afirmó que Nintendo poseería los derechos de la película y que tanto Nintendo como Universal financiarían la producción.

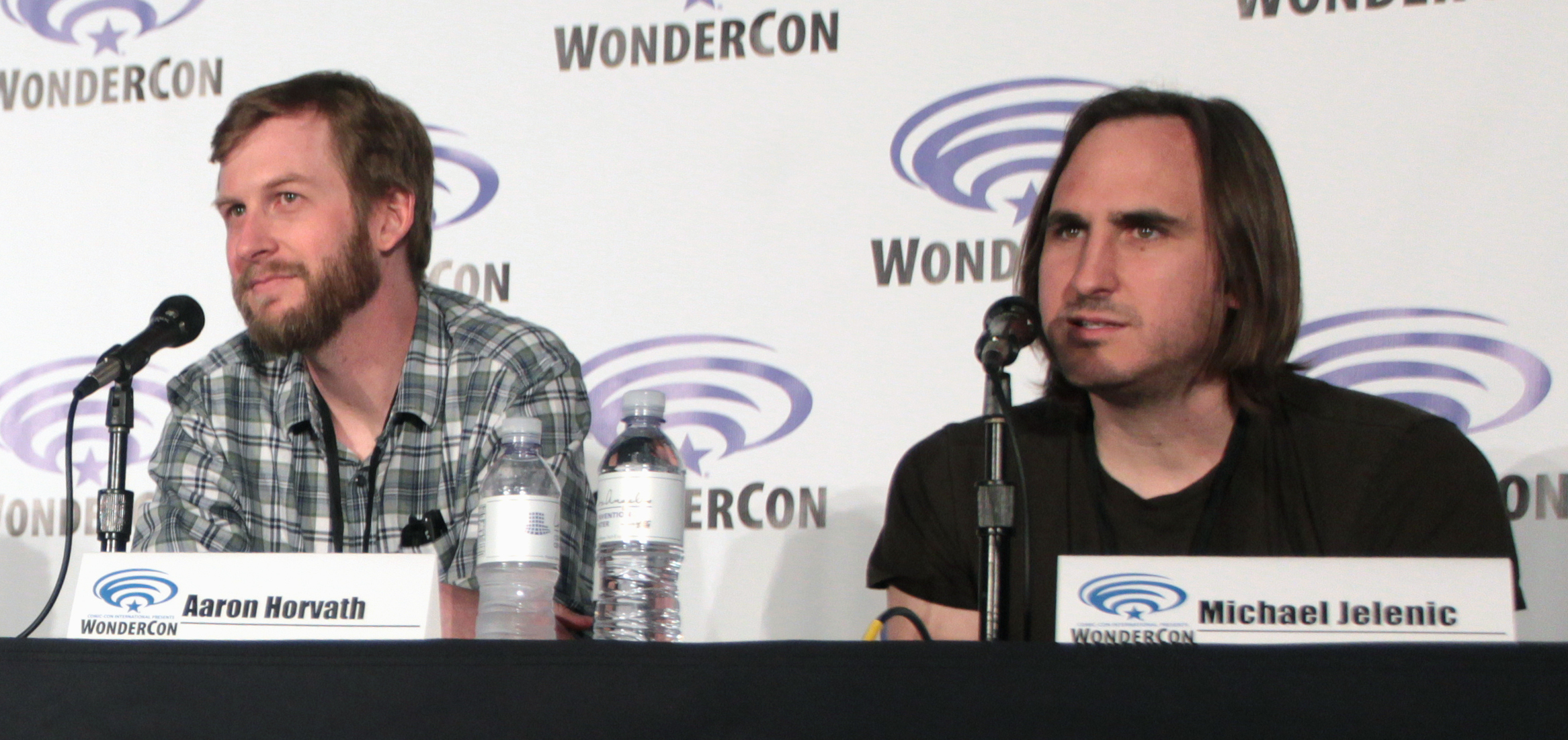
Los directores Aaron Horvath (izquierda) y Michael Jelenic (derecha)

En agosto de 2021, salió a la luz que los creadores de Teen Titans Go! Aaron Horvath y Michael Jelenic estaban dirigiendo la película tras el descubrimiento del perfil de LinkedIn de un animador de Illumination que incluía la película en su lista. Tras el anuncio del reparto, se confirmó que Horvath y Jelenic dirigirán la película, y que Matthew Fogel será el guionista, tras haber escrito previamente Minions: The Rise of Gru (2022). Según Khary Payton, que ha colaborado con Horvath y Jelenic en varios proyectos de Warner Bros. Animation, el dúo voló a Illumination Studios Paris un mes después del estreno de su primer largometraje, Teen Titans Go! to the Movies, en septiembre de 2018.
En septiembre de 2022, se anunció en la New York Comic Con que el teaser tráiler de la película se estrenaría el 6 de octubre de 2022; el teaser revelaba formalmente el título de la película, Super Mario Bros.: la película.

### Guion
Jelenic y Horvath querían que su trabajo en la película fuera lo contrario de la «irreverente» Teen Titans Go!, con el objetivo de desarrollar una adaptación fiel de los juegos, algo que ambos consideraban que no se había hecho antes, así como algo «más cinematográfico» y «más emocional» que Teen Titans Go!. «Probablemente, cuando la gente oyó por primera vez nuestros nombres asociados a la película, esperaban que hiciéramos el tratamiento de Mario en Teen Titans Go», dijo Jelenic. «Pero en cada proyecto tomamos nuevas decisiones en función del público y de lo que queremos conseguir». Horvath afirmó que Nintendo se implicó en todos los aspectos de la producción, «desde la historia hasta el desarrollo visual y la animación».
El dúo quería que la película sirviera de «historia de origen» para Mario y Luigi, optando por retratarlos como «tipos de cuello azul» centrándose en sus antecedentes como fontaneros italoamericanos de la ciudad de Nueva York en los primeros juegos (concretamente Brooklyn, como en los medios estadounidenses más antiguos). El dúo decidió intercambiar los papeles de la princesa Peach y Luigi en los juegos, con Peach ayudando a Mario a rescatar a un Luigi secuestrado, porque pensaban que tenerlos en sus papeles originales era «demasiado sencillo». El dúo se inspiró en Super Mario 3D World (2013) y su representación de Peach como personaje jugable, afirmando que querían centrarse en su papel como monarca del Reino Champiñón y en «lo fuerte que tendría que ser esa persona para proteger [a los Toads]». En el caso de Bowser, «decidieron que el personaje diera miedo, pero la otra cara de Bowser es alguien vulnerable y divertido».

### Reparto
En febrero de 2021, el actor de doblaje de Mario, Charles Martinet, declaró que la posibilidad de volver a interpretar su papel en la película sería «algo maravilloso» y que si le pidieran que pusiera voz a Mario «entraría a jugar con gran alegría y felicidad». En agosto de 2021, Sebastian Maniscalco reveló que iba a poner voz a Spike, el jefe de Mario y Luigi del juego Wrecking Crew (1985).
Durante un Nintendo Direct de septiembre de 2021, Shigeru Miyamoto anunció que Chris Pratt, Anya Taylor-Joy, Charlie Day, Jack Black, Keegan-Michael Key, Seth Rogen, Kevin Michael Richardson, Fred Armisen y Maniscalco encabezarían el reparto de voces y que Martinet aparecería en «cameos sorpresa». El anuncio fue recibido con reacciones encontradas por parte de los fanáticos; mientras que algunos acogieron con satisfacción la idea de que actores famosos pusieran voz a los personajes, otros cuestionaron y criticaron las elecciones, en particular la de Pratt como Mario en lugar de Martinet (que había puesto voz al personaje desde 1991) o un actor italiano. Martinet pone voz al padre de los hermanos y a un ciudadano de Brooklyn llamado Giuseppe, este último con la voz del juego de Mario. Además, los veteranos Rino Romano, John DiMaggio y Jessica DiCicco pusieron voz a los tíos de Mario y Luigi, Tony y Arthur, y a su madre, respectivamente, ya que la intención era contar con actores de ascendencia italiana para la familia de los hermanos.
Meledandri dijo que Pratt no pondría voz a Mario con un marcado acento italiano, como había hecho tradicionalmente Martinet. El actor de doblaje Khary Payton describió la voz original de Pratt durante la producción como «neoyorquina, italiana» y «prima de los Soprano», pero el acento se descartó por sonar demasiado parecido al personaje Tony Soprano. La actriz de doblaje Tara Strong criticó el casting de Pratt y expresó su preferencia por Martinet para dar voz a Mario, lamentando lo que describió como el desprecio de Hollywood por los actores de doblaje profesionales. En respuesta a las críticas por la elección de Pratt, Horvath declaró: «Para nosotros, tenía todo el sentido. Se le da muy bien interpretar a un héroe obrero con mucho corazón. Para la forma en que Mario está caracterizado en nuestra película, es perfecto para él».
Durante la producción, Charlie Day puso voz a Luigi con un acento neoyorquino similar al de la película Goodfellas (1990). El acento se desechó cuando los directores le dijeron que sonaba demasiado parecido al de la película de gánsteres, a lo que Day respondió al cambio con un «¡Muy bien! Creo que se equivocan, ¡pero está bien!». Los detalles de la trama se mantuvieron en secreto para los actores durante la grabación, según Day, que señaló que tuvo que grabar su diálogo de muchas formas distintas, tras lo cual los directores seleccionaron la versión que consideraron más adecuada para la película.
Tras la publicación del tráiler, tanto Payton como Eric Bauza confirmaron sus papeles en la película: Payton pone voz al Rey Pingüino y Bauza al General Toad. Durante la pandemia de COVID-19, Payton grabó sus líneas en un armario de su casa, aunque no estaba seguro de si aparecería en el montaje final.
En respuesta a las críticas recibidas por hacer de Donkey Kong con su voz normal, Rogen explicó: «Fui muy claro al decir que yo no hago voces» y »Si queréis que esté en esta película, entonces va a sonar como yo y punto. Ese fue el principio y el final de esa conversación». Y añadió: «Creo que en la película y en el juego, todo lo que parece saberse de Donkey Kong es que lanza barriles y que no le gusta mucho Mario. Y con eso me quedé».

### Animación y diseño
La película fue animada por Illumination Studios Paris en París, Francia. La producción se inició en septiembre de 2020 y la animación finalizará en octubre de 2022. Jelenic y Horvath querían que la animación combinara la animación estilizada con el realismo, y Horvath afirma que «hay momentos de diversión caricaturesca, pero [...] queríamos que pareciera una gran película de aventuras y que hubiera algo en juego y que tal vez creyeras que estos personajes pueden morir, así que no son superesquemados y superestirados, y utilizamos un volumen consistente en los personajes para que parecieran un poco más aterrizados». Para los karts que aparecen en la película, los directores trabajaron con un artista de diseño de vehículos y con artistas de Nintendo para crear unos karts que encajaran con su representación en la película, al tiempo que se inspiraban en su representación en los juegos de Mario Kart.
En una entrevista concedida a GameSpot, Horvath afirmó que él y Jelenic adoptaron un «enfoque de superproducción» a la hora de dirigir las secuencias de acción de la película, «considerando a Mario más como un juego de acción. [...] Así que queríamos reflejar esa sensibilidad de acción  [sic]». Ambos recurrieron a artistas con los que ya habían trabajado en televisión, y atribuyeron a Ed Skudder, jefe de historia, el guion gráfico de la secuencia de la Senda Arco Iris, que también describieron como el mayor reto técnico de la película. La carretera en sí era un efecto visual, y cada plano tenía que pasar por el departamento de efectos visuales, lo que llevaba mucho tiempo y era caro. El diseño de Donkey Kong se modificó por primera vez desde el videojuego Donkey Kong Country (1994). Para la familia de Mario, Horvath y Jelenic recibieron de Nintendo los primeros diseños de Mario como referencia; acabaron utilizando versiones ligeramente alteradas de esos diseños en la película.
Jason Hanel, colorista sénior de Company 3, ajustó los efectos visuales de Super Mario Bros.: la película utilizando DaVinci Resolve. Mientras que la animación de Illumination ya controlaba la iluminación y el color, Hanel realizó los últimos ajustes escena por escena para aumentar el realismo y mantener la coherencia. Ajustó los tonos de piel, la ropa y los entornos para contrarrestar los cambios involuntarios de la iluminación digital. La transición del realismo de Brooklyn a la fantasía del Reino Champiñón se perfeccionó mediante la gradación del color, con efectos como destellos de lentes digitales e iluminación atmosférica que refuerzan la sensación cinematográfica. Las sombras y los niveles de negro de las Tierras Oscuras se ultimaron en posproducción para conseguir el tono inquietante deseado.

### Música
Durante un Nintendo Direct de octubre de 2022, Meledandri confirmó que Brian Tyler iba a componer la banda sonora de la película. Tyler colaboró estrechamente con el compositor de Mario Koji Kondo para incorporar temas de los juegos. Describió la composición como «grande», con orquesta, coro y bandas, así como «instrumentos italianos, acordeones, batería en directo, mandolinas [...] voces humanas silbantes», y «[sonidos] de ocho bits». La mezcla tuvo lugar en Skywalker Sound, donde Kondo y Miyamoto respondieron positivamente a una suite de 15 minutos de temas nuevos que Tyler había escrito. La música de la película hace referencia a leitmotivs de Super Mario Bros. 3, Super Mario 64 y Super Mario 3D Land, entre otros juegos de Mario.
Las canciones de Jack Black y Keegan-Michael Key se improvisaron para la película. Black Hydra compuso la música de su tráiler oficial, «Super Mushroom», basada en el tema de Super Mario Bros. El instrumental se publicó el 30 de noviembre de 2022 en YouTube. En un vídeo de marzo de 2023, Seth Rogen compartió que Donkey Kong fue introducido en la película acompañado por la música del tema principal de Donkey Kong 64, «DK Rap», compuesta por Grant Kirkhope. A diferencia de las canciones con licencia utilizadas en la película, Kirkhope no recibió crédito por «DK Rap» en los créditos finales de la película, un descuido que el compositor consideró decepcionante.
Jack Black coescribió la canción «Peaches», en la que Bowser profesa su amor a la princesa Peach, junto con los directores, el editor Eric Osmond y el productor de la canción John Spiker. Que Bowser interpretara una canción de amor fue idea de Black. «Peaches» se estrenó el 7 de abril de 2023, con un vídeo musical dirigido por Cole Bennett. Según Black, se rodó en pocas horas. En el momento de su lanzamiento, ocupó el puesto 61 en la lista de streaming de iTunes. Más tarde apareció en el Billboard Hot 100, debutando en el puesto 83 y alcanzando el 56.

## Comercialización

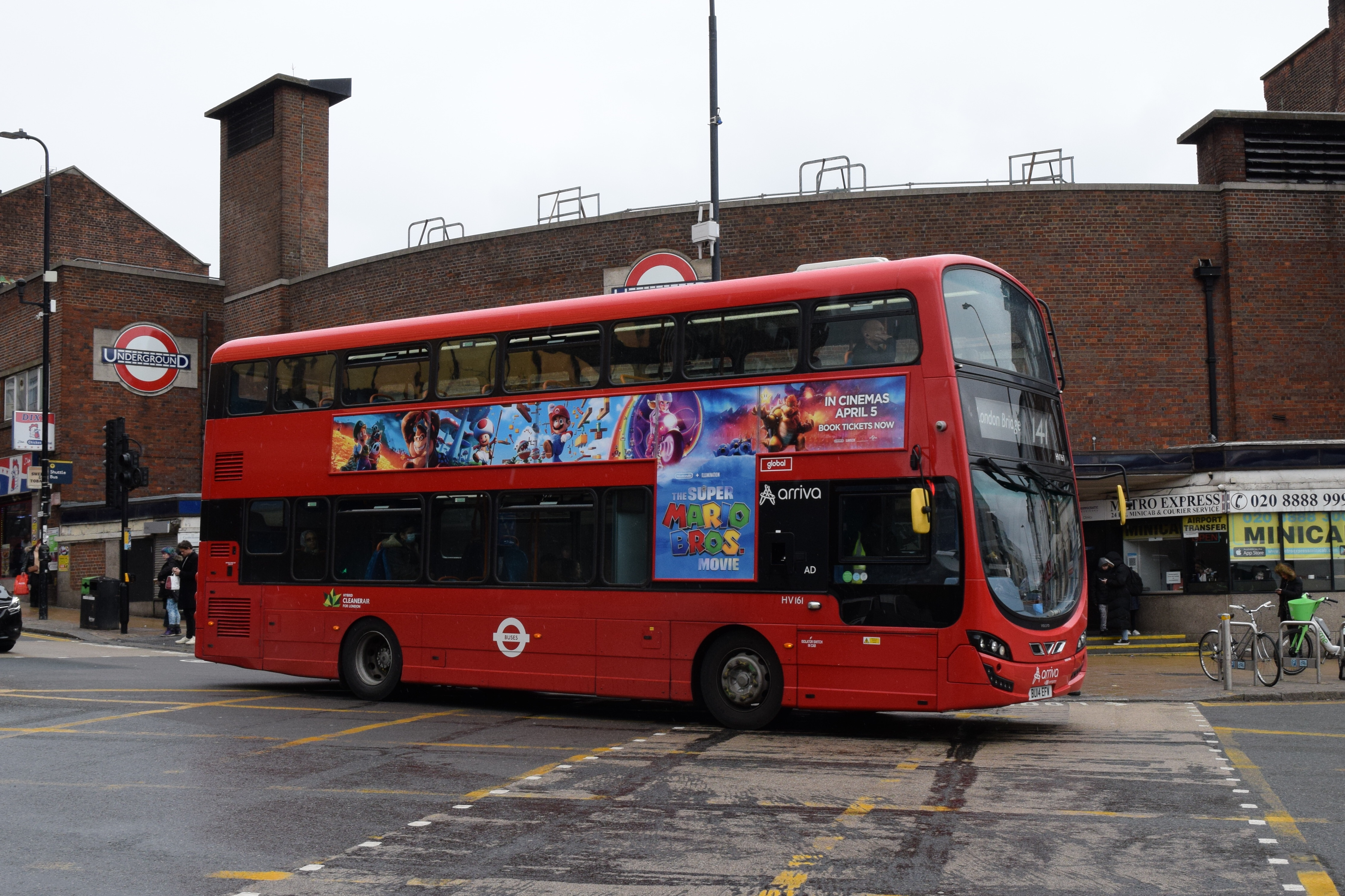
Autobús londinense anunciando la película en abril de 2023

El 6 de octubre, el teaser tráiler se presentó en directo en un Nintendo Direct. En un breve turno de preguntas y respuestas tras la presentación del tráiler en la New York Comic Con, Jack Black afirmó que «Bowser tiene un lado musical» en la película, insinuando un tema para el personaje. El teaser tráiler recibió más de tres millones de visitas en 24 horas. En general, los periodistas alabaron los efectos visuales y el tono del tráiler, así como las interpretaciones de Black y Key como Bowser y Toad. Sin embargo, la actuación de Pratt como Mario se describió como carente de emoción y demasiado parecida a su voz normal. Vic Hood de TechRadar ha observado un ligero acento neoyorquino en las frases de Mario y lo ha calificado de posible reminiscencia de las representaciones de Mario en medios estadounidenses como el The Super Mario Bros. Super Show! y la película de 1993, antes de que Charles Martinet debutara como actor de doblaje oficial del personaje en Mario's Game Gallery, donde pronunció diálogos completos durante largos periodos de tiempo. En un boletín de The Guardian, la respuesta a la voz de Pratt se comparó con la reacción contra el primer tráiler de Sonic, la película.

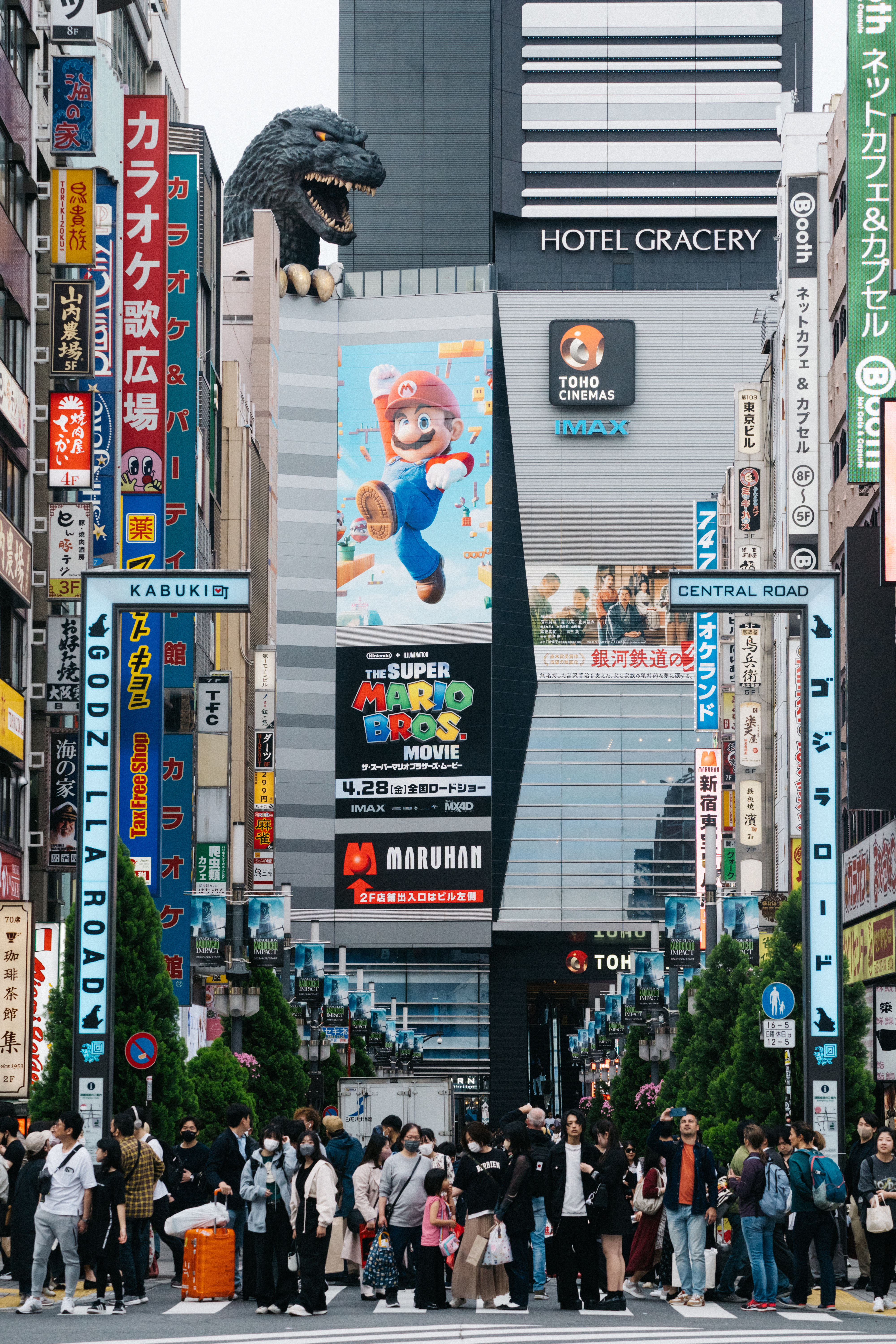
Pantalla publicitaria en Tokio, en el exterior de los cines Toho

El 29 de noviembre se mostró el primer tráiler oficial en un Nintendo Direct. Las reacciones del público siguieron siendo mayoritariamente favorables, aunque el discurso en línea continuó centrándose en la actuación de Pratt como Mario. El 8 de diciembre se reveló en The Game Awards 2022 el primer clip de la película, que muestra a Toad guiando a Mario por el Reino Champiñón hasta la entrada del castillo de Peach. Ash Parrish de The Verge comentó: «A pesar del escepticismo que rodea a la interpretación de Chris Pratt como Mario, los efectos visuales de la película —y no puedo insistir lo suficiente, sólo los visuales— parecen increíbles».
El 29 de enero de 2023, se estrenó un avance de la película durante el partido por el Campeonato de la NFC. Algunos sitios de noticias de entretenimiento señalaron la adición de la «risa icónica» de Rogen que se escucha como Donkey Kong en el clip. Emma Roth de The Verge comentó: «Estoy gratamente sorprendida de lo bien que su voz (y su risa) se adaptan al personaje», mientras que Luke Plunkett de Kotaku comentó: «Seth Rogen ha sido contratado para... simplemente ser Seth Rogen».
El 12 de febrero de 2023, se emitió un anuncio de la película durante la Super Bowl LVII, en el que se interpretaba el tema principal del The Super Mario Bros. Super Show!. También se publicó el correspondiente sitio web que aparecía en el tráiler, en el que se anuncia el servicio de fontanería de Super Mario Bros. de la película como si fuera, según Plunkett, «...una pequeña empresa en apuros que presta servicio en las zonas de Brooklyn y Queens».

## Estreno

### Teatral

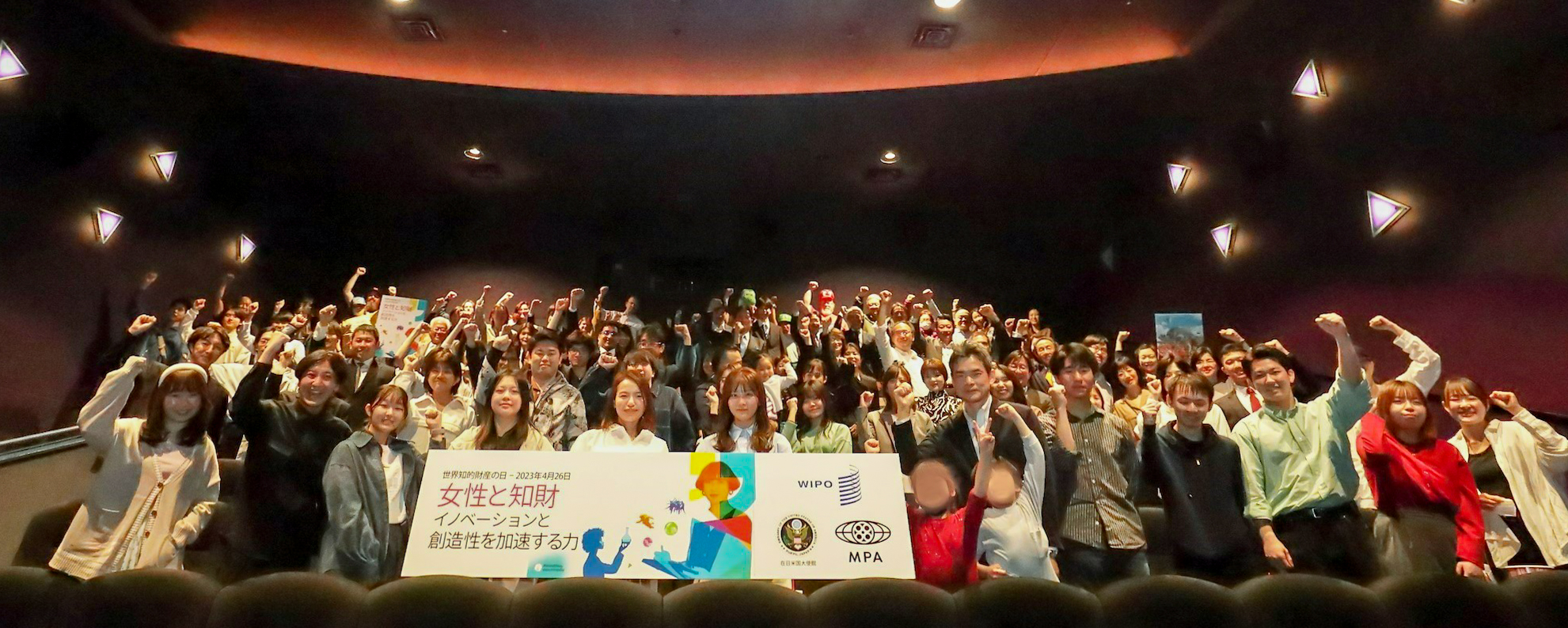
Para celebrar el Día Mundial de la Propiedad Intelectual 2023, el 28 de abril se proyectó Super Mario Bros.: la película.

Super Mario Bros.: la película se estrenó mundialmente en el Regal L.A. Live de Los Ángeles, California, el 1 de abril de 2023, con la presencia del reparto y el equipo técnico. Se estrenó en cines en Estados Unidos el 5 de abril de 2023, y posteriormente en Japón el 28 de abril, tanto en formato normal como en IMAX 2D y 3D, con una duración de 92 minutos. El estreno estaba previsto para el 21 de diciembre de 2022 y el 7 de abril de 2023, la primera de las cuales fue ocupada por El Gato con Botas: el último deseo de DreamWorks Animation en respuesta al retraso de la película a esa fecha. El 28 de febrero de 2023, se anunció que la película se estrenaría dos días antes, en su fecha actual, en más de 60 mercados, al tiempo que se mantenía la fecha del 28 de abril para Japón y se afirmaba que otros mercados adicionales la seguirían durante abril y mayo. Se estrenó en más de 65 países en fechas comprendidas entre el 5 y el 7 de abril. En Corea del Sur se estrenó el 26 de abril y en Polonia el 26 de mayo.

### Formato doméstico
Super Mario Bros.: la película salió a la venta en descarga digital el 16 de mayo de 2023, y se lanzó oficialmente en Blu-ray 4K Ultra-HD, Blu-ray y DVD el 13 de junio en Estados Unidos, con algunas ventas anticipadas a partir del 6 de junio. La película se estrenó en estos formatos en el Reino Unido el 24 de julio. La película se pudo ver en streaming en el servicio Peacock de NBCUniversal el 3 de agosto de 2023. Como parte de su acuerdo de 18 meses con Netflix, la película se emitió en Peacock durante los cuatro primeros meses de la ventana de televisión de pago, antes de pasar a Netflix durante los diez siguientes a partir del 3 de diciembre, y volver a Peacock durante los cuatro restantes a partir de octubre de 2024. Entre enero y junio de 2024, la película acumuló 80 millones de visionados, lo que la convirtió en la cuarta película más vista en Netflix durante el primer semestre de 2024.

### Filtración en Internet
El 30 de abril de 2023, una copia pirata de la película se filtró en Twitter y fue vista por al menos 9 millones de usuarios en unas 7 horas, antes de ser eliminada por los moderadores. El incidente ha suscitado preocupación por la capacidad antipiratería de Twitter, la reducción de personal y el posible abuso de sus herramientas privadas, ya que solo fue posible gracias a una función que permitía a los suscriptores de Twitter Blue subir vídeos de alta calidad de hasta una hora de duración.

## Recepción

### Taquilla
Super Mario Bros.: la película recaudó 574,9 millones de dólares en Estados Unidos y Canadá, y 785,9 millones en otros territorios, lo que supone un total mundial de 1.360 millones de dólares. Se convirtió en la película más taquillera basada en un videojuego tras sólo una semana de estreno. También se convirtió en la primera película basada en un videojuego como tal en recaudar 1 000 millones de dólares en todo el mundo, y como tal se convirtió en la película más taquillera de 2023. Aunque superada en septiembre por Barbie, sigue siendo la película de animación más taquillera de ese año. En mayo de 2023, superó a Minions y se convirtió en la película más taquillera de Illumination. Deadline Hollywood calculó el beneficio neto de la película en 559 millones de dólares, teniendo en cuenta los presupuestos de producción, marketing, participaciones de talentos y otros costes; la recaudación en taquilla, televisión y streaming, y los ingresos en medios domésticos la sitúan en el primer puesto de su lista de los «Blockbusters más valiosos de 2023».

#### Estados Unidos y Canadá
En Estados Unidos y Canadá, Super Mario Bros.: la película se estrenó junto a Air, e inicialmente se preveía que recaudara unos 125 millones de dólares en 4 025 salas en su fin de semana de estreno de cinco días. También se esperaba recaudar unos 100 millones de dólares a escala internacional. Tras recaudar 31,7 millones de dólares en su primer día y 26,5 millones en el segundo, las estimaciones para cinco días se elevaron a 141 millones de dólares. Las proyecciones se reajustaron de nuevo a 191 millones de dólares después de que la película ganara 55 millones el viernes. La película se estrenó con 146,4 millones de dólares en el fin de semana tradicional de tres días y 204,6 millones en el de cinco días, superando los 72,1 millones de dólares de Sonic 2, la película y convirtiéndose en la adaptación de un videojuego más taquillera del fin de semana, además de superar los 190,8 millones de dólares recaudados a lo largo de su vida y convertirse en la adaptación de un videojuego más taquillera de la historia. Fue el tercer fin de semana de apertura de Semana Santa más alto de todos los tiempos, por detrás de Furious 7 y Batman v Superman: Dawn of Justice. La película no sólo superó a Transformers: la venganza de los caídos en la mayor apertura de un miércoles de cinco días de cualquier película, sino que también superó a Minions en el mayor fin de semana de apertura de Illumination. Además, la película superó a Ant-Man and the Wasp: Quantumania al mayor fin de semana de estreno de 2023. En conjunto, Super Mario Bros.: la película ha sido la tercera película de animación con mejor fin de semana de estreno, después de El rey león y Los Increíbles 2. En otros territorios superó su rendimiento, logrando 173 millones de dólares para un fin de semana de estreno global de 375 millones de dólares, superando el récord de Frozen II. Además, superó a Warcraft y se convirtió en la adaptación de un videojuego con el fin de semana de estreno más largo del mundo.
La película recaudó 92,5 millones de dólares en su segundo fin de semana y 59,9 millones en el tercero, ambos los más altos de la historia para una película de animación, superando a Frozen II e Los increíbles 2, respectivamente. La película siguió dominando la taquilla en su cuarto fin de semana, recaudando 40 millones de dólares, superando a Los Increíbles 2 en el cuarto mejor fin de semana, y cruzando la marca global de los 1 000 millones de dólares el 30 de abril. Se convirtió en la quinta película de la era pandémica en cruzar esta marca, justo después de Spider-Man: No Way Home, Top Gun: Maverick, Jurassic World: Dominion y Avatar: The Way of Water, así como la primera película de animación en hacerlo desde Frozen II en 2019. En su quinto fin de semana, la película descendió un 54 % y recaudó 18,6 millones de dólares, quedando en segundo lugar por detrás de Guardianes de la Galaxia vol. 3, además de convertirse en la decimonovena película en superar los 500 millones de dólares en la taquilla estadounidense y canadiense.

#### Otros territorios
Fuera de Estados Unidos y Canadá, Super Mario Bros.: la película recaudó 172,8 millones de dólares en su fin de semana de estreno, estableciendo récords de mayor estreno de una película de animación en 10 mercados y de mayor estreno de una adaptación de un videojuego en 44 mercados. La película mantuvo un fuerte rendimiento en taquilla, recaudando 102,5 millones de dólares en su segundo fin de semana en 71 mercados (un descenso del 22 %), seguidos de 70,7 millones de dólares en su tercer fin de semana en 78 mercados (un descenso del 38 %). En su cuarto fin de semana, sumó 68,3 millones de dólares en 80 territorios, incluido un debut de 14,3 millones de dólares en Japón, la mayor apertura para una película de un estudio de animación en el país. Los mercados internacionales más taquilleros fueron Japón (101,4 millones de dólares), México (85,4 millones), Reino Unido (67,9 millones), Francia (62,8 millones), Alemania (56,2 millones) y Australia (34,6 millones). En México, se convirtió en la película más taquillera de todos los tiempos, superando a Spider-Man: No Way Home.

### Respuesta de la crítica
Super Mario Bros.: la película recibió críticas dispares. En Rotten Tomatoes, el 59 % de las 285 reseñas de críticos son positivas, con una puntuación media de 5,8/10. El consenso de la web es el siguiente: «Super Mario Bros.: la película es una aventura animada llena de colorido, aunque con un argumento poco elaborado, en la que hay tantos Nintendos como Nintendon'ts». Metacritic, que utiliza una media ponderada, asignó a la película una puntuación de 46 sobre 100, basada en 53 críticos, lo que indica críticas «mixtas o medias». El público encuestado por CinemaScore otorgó a la película una «A» en una escala de A+ a F, mientras que PostTrak informó de que el 94% de los espectadores la puntuaron positivamente, y el 82% dijeron que la recomendarían. Miyamoto consideraba que los críticos que dieron a la película puntuaciones bajas contribuyeron a su éxito y a crear expectación en torno a ella.
Ross Bonaime de Collider hizo una crítica positiva y escribió: «En muchos aspectos, Super Mario Bros.: la película recuerda a Wreck-It Ralph y al regocijo que producía ver a estos personajes en pantalla». En su artículo para la sección Datebook de The San Francisco Chronicle, Zaki Hasan afirma que le han gustado los efectos visuales, pero que el gran apego de la película a los juegos y las abundantes referencias a los mismos la han dejado sin narrativa, y que se ha esforzado demasiado por evitar los fracasos de la película de 1993, calificándola de «pieza anodina y eficaz de gestión de marca». Tom Jorgensen de IGN alabó la energía de la película, su banda sonora, a pesar de la inclusión de canciones pop «metidas con calzador», y sus efectos visuales por poner el listón «muy alto».
Kyle Anderson de Nerdist celebró la exactitud de la animación y calificó a Illumination de «la elección perfecta para hacer películas de Mario», pero opinó que «los que esperen algo parecido a The Lego Movie podrían quedarse un poco fríos» debido a la falta de una trama fuera de los temas principales, dada la corta duración de la película. Soren Andersen de The Seattle Times comentó que, si bien la película lograba atraer a los fanáticos de Mario creando la sensación de estar dentro de un videojuego, los personajes carecían de personalidad y criticó las interpretaciones de voz: «...todos se expresan a gritos, con un sonido y una furia que no significan gran cosa». Brian Tallerico de Roger Ebert autodenominado fanático de toda la vida, escribió que las interpretaciones vocales eran «uniformemente mediocres», y que la película es «la más desalmada de Illumination hasta la fecha» y «no refleja la creatividad de la franquicia en lo más mínimo». Katie Walsh de Los Angeles Times alabó la actuación de Black como Bowser, pero criticó las interpretaciones de Pratt y Day como Mario y Luigi, «tan poco destacables que podría haber sido cualquiera».
Calum Marsh, en The New York Times, criticó la actuación de Pratt por «chirriante» y «untuosa», y calificó la película en general de «insípida, ingenua y flagrantemente complaciente». Kristy Puchko de Mashable elogió el fanservice y la música, pero criticó la escritura, los personajes y la falta de acento de Pratt, comentando que «la voz de Pratt no es la de Brooklyn, y no es nada particularmente específico, consistente o emocionante». Molly Freeman de Screen Rant elogió la película por ser una «carta de amor» a los fans, pero la criticó por ofrecer poco más, describiendo a la mayoría del reparto de voces como «divertido», destacando el Bowser de Black. Josh Spiegel de SlashFilm consideró que el hecho de que la película retratara a la princesa Peach sin necesidad de ser rescatada era «indiscutiblemente un acierto», pero también «la decisión más subversiva de una película de hace 25 años, no de 2023».

### Premios y nominaciones
| Premio                                                   | Categoría                                                               | Destinatarios                                                                      | Resultado | Ref.            |
| -------------------------------------------------------- | ----------------------------------------------------------------------- | ---------------------------------------------------------------------------------- | --------- | --------------- |
| Golden Trailer Awards                                    | Publicidad más innovadora para un largometraje                          | «Melocotón gigante» (Inside Job)                                                   | Nominada  | [ 141 ]         |
| Premios MTV Miaw                                         | MIAudio del año                                                         | «Peaches»                                                                          | Nominada  | [ 142 ] [ 143 ] |
| Premios MTV Miaw                                         | Serie o película asesina                                                | Super Mario Bros.: la película                                                     | Ganadora  | [ 142 ] [ 143 ] |
| Premios de Música de Hollywood de Medios de Comunicación | Mejor banda sonora original - Película de animación                     | Brian Tyler                                                                        | Nominada  | [ 144 ]         |
| Premios de Música de Hollywood de Medios de Comunicación | Mejor canción original - Película de animación                          | Jack Black, John Spiker, Eric Osmond, Michael Jelenic, y Aaron Horvath («Peaches») | Nominada  | [ 144 ]         |
| The Game Awards                                          | Mejor adaptación                                                        | Super Mario Bros.: la película                                                     | Nominada  | [ 145 ]         |
| Asociación de Críticos de Cine de Washington D. C.       | Mejor interpretación vocal                                              | Jack Black                                                                         | Nominada  | [ 146 ]         |
| Astra Film Awards                                        | Mejor interpretación de voz en off                                      | Jack Black                                                                         | Nominada  | [ 147 ]         |
| Astra Film Awards                                        | Mejor canción original                                                  | Jack Black, John Spiker, Eric Osmond, Michael Jelenic, y Aaron Horvath («Peaches») | Nominada  | [ 147 ]         |
| Premios Globo de Oro                                     | Mejor canción original                                                  | Jack Black, John Spiker, Eric Osmond, Michael Jelenic, y Aaron Horvath («Peaches») | Nominada  | [ 148 ]         |
| Premios Globo de Oro                                     | Mejor película animada                                                  | Super Mario Bros.: la película                                                     | Nominada  | [ 148 ]         |
| Premios Globo de Oro                                     | Logros cinematográficos y de taquilla                                   | Super Mario Bros.: la película                                                     | Nominada  | [ 148 ]         |
| Premios de la Crítica Cinematográfica                    | Mejor canción                                                           | Jack Black, John Spiker, Eric Osmond, Michael Jelenic, y Aaron Horvath («Peaches») | Nominada  | [ 149 ]         |
| Premios Saturn                                           | Mejor película de animación                                             | Super Mario Bros.: la película                                                     | Nominada  | [ 150 ]         |
| Premios Movieguide                                       | Mejor película para familias                                            | Super Mario Bros.: la película                                                     | Ganadora  | [ 151 ] [ 152 ] |
| Premios Annie                                            | Mejor Interpretación de Voz - Largometraje                              | Jack Black                                                                         | Ganadora  | [ 153 ]         |
| Premios People's Choice                                  | La película del año                                                     | Super Mario Bros.: la película                                                     | Nominada  | [ 154 ]         |
| Visual Effects Society Awards                            | Mejores simulaciones de efectos especiales en una película de animación | Simon Pate, Christophe Vazquez, Milo Riccarand                                     | Nominada  | [ 155 ]         |
| Premios del Sindicato de Productores de Estados Unidos   | Mejor productor de largometrajes teatrales de animación                 | Chris Meledandri, Shigeru Miyamoto                                                 | Nominada  | [ 156 ]         |
| Asociación de Críticos de Hollywood                      | Mejor campaña publicitaria                                              | Super Mario Bros.: la película                                                     | Nominada  | [ 147 ]         |
| Nickelodeon Kids' Choice Awards                          | Película de animación favorita                                          | Super Mario Bros.: la película                                                     | Nominada  | [ 157 ] [ 158 ] |
| Nickelodeon Kids' Choice Awards                          | Voz masculina favorita de una película de animación                     | Chris Pratt                                                                        | Nominada  | [ 157 ] [ 158 ] |
| Nickelodeon Kids' Choice Awards                          | Voz masculina favorita de una película de animación                     | Jack Black                                                                         | Nominada  | [ 157 ] [ 158 ] |
| Nickelodeon Kids' Choice Awards                          | Voz femenina favorita de una película de animación                      | Anya Taylor-Joy                                                                    | Nominada  | [ 157 ] [ 158 ] |
| Nickelodeon Kids' Choice Awards                          | Villano favorito                                                        | Jack Black                                                                         | Nominada  | [ 157 ] [ 158 ] |

## Futuro

### Secuela
En mayo de 2021, Furukawa afirmó que Nintendo estaba interesada en producir más películas de animación basadas en sus propiedades intelectuales si Super Mario Bros.: la película tenía éxito. En un reportaje de Variety, previo al estreno de la película, se le preguntó al productor Meledandri por posibles secuelas o proyectos adaptados de otras propiedades de Nintendo, y respondió: «Ahora mismo estamos totalmente centrados en llevar la película al público y, en este momento, no estamos preparados para hablar de lo que está por venir en el futuro».
El 21 de abril de 2023, tras el éxito de taquilla de la película, Nintendo declaró que habría más películas basadas en sus propiedades, aunque no confirmó directamente una secuela de Super Mario Bros.: la película. En junio de 2023, Pratt declaró que, aunque las noticias sobre una secuela llegarían «pronto», el desarrollo del proyecto había quedado en suspenso debido a la huelga del Sindicato de Guionistas de América de 2023, afirmando que sólo se reanudaría una vez que «los guionistas [se sintieran] cómodos para seguir adelante». En noviembre, se reveló que Universal estaba haciendo planes para construir una franquicia mayor en torno a la película, al tiempo que confirmaba una secuela.
El 10 de marzo de 2024, como parte de las celebraciones del Día de Mario, Miyamoto y Meledandri anunciaron oficialmente «una nueva Super Mario Bros.: la película», junto con la fecha de estreno del 3 de abril de 2026 en Estados Unidos y más fechas a lo largo de abril para otros territorios. Horvath, Jelenic y Fogel volverán como codirectores y guionista respectivamente; Meledandri declaró que el equipo de Illumination estaba en proceso de elaboración de storyboards y «desarrollando diseños de decorados para nuevos entornos».
En octubre de 2024, Keegan-Michael Key se burló de que la secuela sería «más amplia en su alcance» y contaría con «gente nueva y viejos favoritos y algunas personas que [él piensa] son realmente profundas». El 13 de mayo de 2025, NBCUniversal listó la secuela bajo el título Super Mario World, que posteriormente fue retirado.

### Posibles derivaciones
En febrero de 2022, Day expresó su interés por volver a interpretar a Luigi en una película de Luigi's Mansion y reiteró su interés en marzo de 2023. En abril de 2023, Rogen expresó su interés en que Donkey Kong Country fuera la base de futuras obras, afirmando que creaba «muchas oportunidades» para una película derivada. Ese mismo mes, Taylor-Joy expresó su interés por la posibilidad de una película derivada en torno a la Princesa Peach.